# Karel Maes

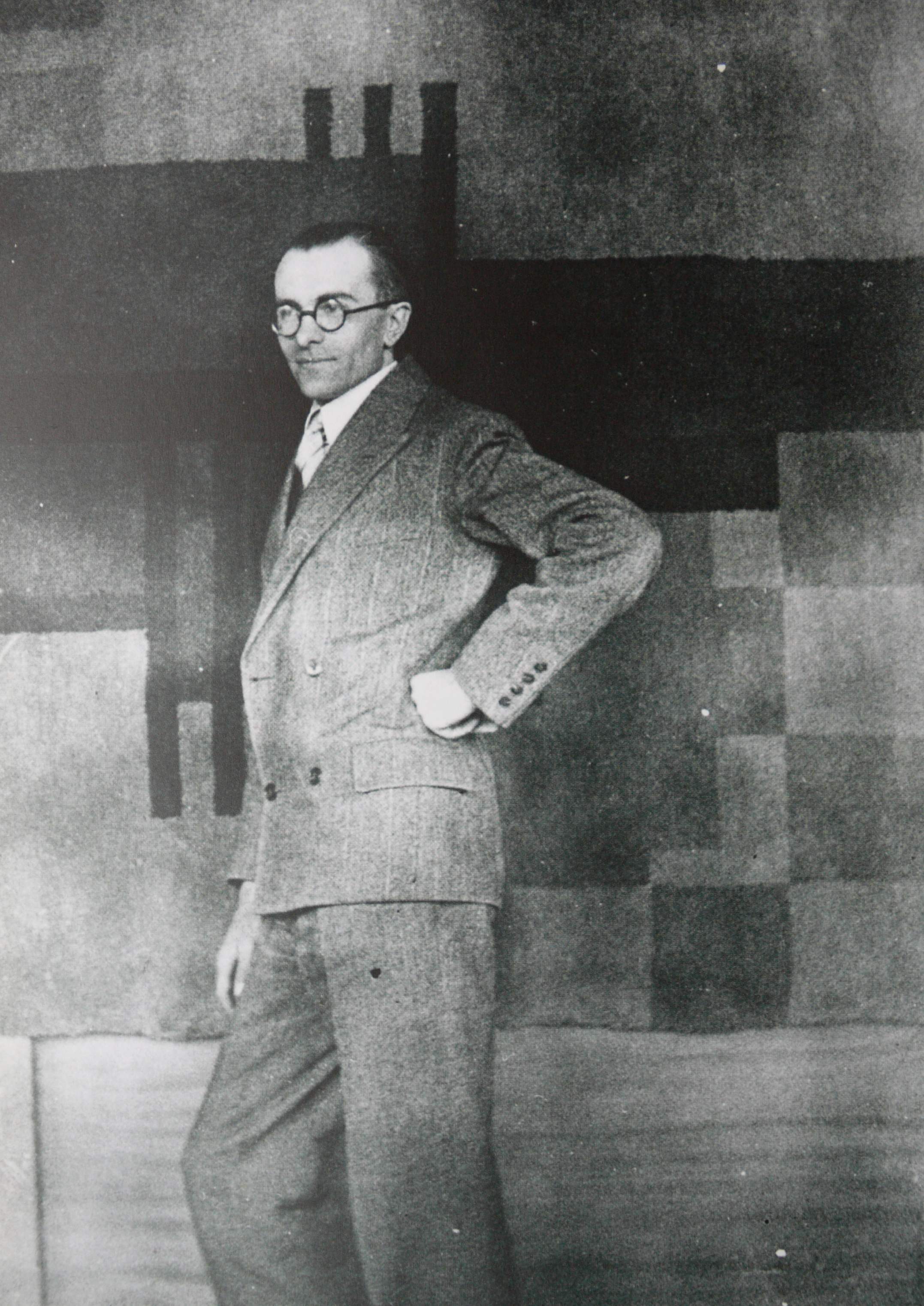
Karel Maes voor een van zijn tapijten, eind jaren 1920

Karel Maes (Mol, 25 december 1900 – Brussel, 11 juli 1974) was een Belgische kunstenaar. Hij ging de geschiedenis in als een van de eerste Belgische vertegenwoordigers van de geometrische abstractie. Zijn oeuvre was veelzijdig: schilderijen, tekeningen, affiches, lino's, houtsneden, theaterdecors, meubelen, tapijten, textiel en glasramen. Hij was getrouwd met Stella Teirlinck, de dochter van schrijver Herman Teirlinck. Hij woonde en werkte in Brussel, Kinshasa (Kongo) en Koersel. Hij overleed op 73-jarige leeftijd.

## Leven en werk

### Onderwijzer
Karel Maes werd geboren in 1900 te Mol, als zoon van Maria Baten en Hendrik Maes. Zijn vader was houtsnijder, antiquair en restaurateur, in wiens atelier de jonge Karel nogal wat praktijkervaring opdeed. Daarnaast nam hij tekenlessen in de tekenschool van Anderlecht, en was hij ingeschreven aan de Brusselse academie waar hij bevriend raakte met Pierre-Louis Flouquet, René Magritte en Victor Servranckx. Vanaf 1920 ging hij aan de slag als onderwijzer in een basisschool in Sint-Jans-Molenbeek en vervolgens tekenleraar in een meisjesinternaat te Brugge. Daarnaast verzorgde Karel Maes kleurillustraties van verscheidene kinderboeken, als een alternatief voor het toenmalige kunstonderricht 'dat niet aangepast was aan de leeftijd en aard van kinderen'.

### Avant-garde
Voor Karel Maes bleef schilderen de hoofdmoot. Hij zocht naar een eigen vormentaal in zijn schilderkunst en vond zijn weg naar de abstractie. Ook zijn artistieke interesse naar grafiek groeide. Hij begon illustraties te ontwerpen voor dichtbundels, literaire werken en talloze avant-garde tijdschriften. Ook maakte hij affiches voor theater of tentoonstellingen.
Ondertussen was Karel Maes zeer actief in het Belgische kunstenaarsleven. Geïnspireerd door het Nederlandse tijdschrift De Stijl richtte hij in juni 1922, samen met tijdgenoten als Pierre en Victor Bourgeois, Pierre-Louis Flouquet, René Magritte en Victor Servranckx het avant-garde en constructivistisch tijdschrift 7 Arts op dat bleef bestaan tot 1928. Dit tijdschrift was in feite de Brusselse tegenhanger van het Antwerpse tijdschrift Het Overzicht (en later De Driehoek)
Verder was Karel Maes lid van de Kring Moderne Kunst (opgericht door Jozef Peeters), en ondertekende hij, samen met Theo van Doesburg, El Lissitzky, Max Burchartz en Hans Richter, als enige Belg het belangrijke manifest van de Konstruktivistische Internationale Beeldende Arbeidsgemeenschap te Weimar.

### Meubels
De visie van Karel Maes op kunst was breed. Hij experimenteerde zowel met plastische (schilderkunst en grafiek) als toegepaste kunsten (meubilair, glaskunst, tapijtkunst en textiel). Hij bleef hierbij wel trouw aan zijn geometrische vormentaal. Hij stelde zijn schilderijen en meubels tentoon in binnen- en buitenland.
In 1926 trouwde hij met Stella Teirlinck en kreeg hij dankzij zijn schoonvader Herman Teirlinck een functie binnen het Brusselse meubelbedrijf Atelier Victor De Gunsel. Daar ontwierp hij zelf meubelen, of liet ze realiseren in opdracht van onafhankelijke interieurvormgevers of architecten als Henry Van de Velde. Passend bij zijn meubels, ontwierp Karel Maes ook tapijten.
Op het einde van de jaren 20 trok hij zich stilaan terug uit de publieke kunstscene en in 1929 startte Karel Maes zijn eigen meubelbedrijf. Hij bleef actief als kunstenaar. Een zondagsschilder, noemde hij zichzelf schertsend. Hij liet zich in zijn werk inspireren door het expressionisme en surrealisme, zonder de abstractie te verloochenen.

### Gevangenis
In de aanloop naar en gedurende de Tweede Wereldoorlog koesterde Karel Maes hoop op de erkenning van de rechten van Vlamingen in België. Daarom sympathiseerde hij met DeVlag (Duits-Vlaamse Arbeidsgemeenschap). Hiervoor werd Karel Maes in 1944 gevangengenomen. Drie jaar later werd hij wegens politieke collaboratie veroordeeld tot 8 jaar gevangenisstraf. Tot zijn voorwaardelijke invrijheidsstelling in 1949, verbleef hij in de Brusselse gevangenis 't Klein Kasteeltje, waar hij een actieve kunstenaar bleef en vooral zijn grafisch werk verder ontwikkelde.

### Kongo
Na zijn vrijlating besloten Karel Maes en zijn vrouw samen met hun twee zonen Jan en Piet naar Kongo te verhuizen, om er een nieuw leven te beginnen. De familie vestigde zich in Leopoldstad (huidige Kinshasa) en startte een succesvol meubelatelier. Na de dood van zijn vrouw Stella in 1963 en het definitieve vertrek van zijn zonen naar België in 1964, sloot Karel Maes het meubelbedrijf om er zich volledig aan zijn schilderkunst te wijden. Het Afrikaanse volk en landschap vormden zijn belangrijkste inspiratiebronnen. Helaas, in 1966 kwam er een einde aan zijn verblijf in Kongo toen hij gearresteerd werd door de Veiligheidsdiensten van Afrika, op verdenking van 'aanranding van de eerbaarheid'. Aanleiding was de gewoonte van de kunstenaar om Kongolese prostituees als naaktmodel te laten poseren. De arrestatie van Karel Maes was vermoedelijk een manier van de Kongolese overheid om in het bezit te komen van zijn grondeigendommen. Ook heel wat werk werd in beslag genomen.
Na zijn vrijlating en terugkeer naar België verbleef Karel Maes de laatste acht jaar van zijn leven bij zijn jongste zoon Piet te Koersel. Hij schilderde er afwisselend geometrisch abstract, figuratief en abstract-surrealistisch.
Na een langdurige ziekte overleed Maes op 11 juli 1974 in het Brugmannziekenhuis te Brussel.

## Bekendheid
Het oeuvre van Karel Maes is voor een groot deel verloren gegaan. Het eerste grote verlies leed de kunstenaar toen hij naar Kongo verhuisde. De door hem geselecteerde werken overleefden de overtocht naar Leopoldstad niet door het warme en vochtige klimaat. Het tweede verlies kwam er na zijn arrestatie in Kongo, waarbij de Kongolese overheid zowat heel zijn oeuvre in beslag nam. Sindsdien is er van de werken geen spoor. Zijn reeks 'naakten' werden voor een laatste keer gespot door een diplomaat: in de collectie van Mobutu Sese Seko.
Mede doordat er slechts één vierde van Karel Maes' oeuvre is bewaard, is de kunstenaar lang onbekend gebleven. Daar kwam stilaan verandering in toen zijn kleinzoon Herman Maes in 1982 onderzoek deed en een verhandeling schreef over het leven en werk van Karel Maes voor het Provinciaal Hoger Instituut voor kunstonderwijs te Hasselt. Tien jaar daarna, in 1992, werd voor de eerste keer een retrospectieve tentoonstelling georganiseerd in het Internationaal Cultureel Centrum (ICC) te Antwerpen, geheel gewijd aan het grafisch en schilderkunstig werk van Karel Maes. Een tweede overzichtstentoonstelling volgde in 2007, in het Museum Felix De Boeck te Drogenbos. In 2010 kreeg het werk van Karel Maes een plaats in de groepstentoonstelling 'van Doesburg & the International Avant-Garde' in Tate Modern te Londen.

## Citaten
De kunstenaar beeldt niet uit, maar beeldt.

(Karel Maes, op derde congres voor Moderne Kunst, Brugge, 1922)
Le but principal, pour les peintres, était l'abandon du sujet, de l'anecdote, de l'histoire à raconter, le tableau devenant 'objet' par et pur lui-même.

(Karel Maes, 1972)
Ik maakte schilderijen die evolueerden naar schilderijen zonder betekenis.

(Karel Maes, over zijn werk van de jaren twintig, 1952)
Mijn grootvader was mijn eerste leraar. Streng en rechtlijnig, net als zijn kunst.

(Herman Maes, in Het Belang van Limburg, 2010)

## Solotentoonstellingen
- 2007: "Karel Maes", Museum Felix De Boeck, Drogenbos
- 1992: "Karel Maes 1900-1974: schilderijen en grafiek", Internationaal Cultureel Centrum, Antwerpen

## Groepstentoonstellingen
- 2012: "Nieuwe Kunst in Antwerpen, 1958-1962", MUHKA, Antwerpen
- 2010: "van Doesburg & the International Avant-Garde", Tate Modern, Londen
- 1927: "L'assaut", Brussel/Overveen
- 1924: "Exposition Internationale des Arts Décoratifs Modernes", Monza
- 1924: "Exposition Internationale des Arts Décoratifs et Industriels Modernes", Parijs
- 1923: "Les Arts Belges d'Esprit Nouveau", Brussel
- 1923: "Salon de la Jeune Peinture", galerie Giroux, Brussel
- 1922: "Tweede Congres van Moderne Kunst", Antwerpen
- 1920: "Exposition Internationale d'Art Moderne", Genève
- 1920: "Eerste Congres van Moderne Kunst", Antwerpen

## Galerij

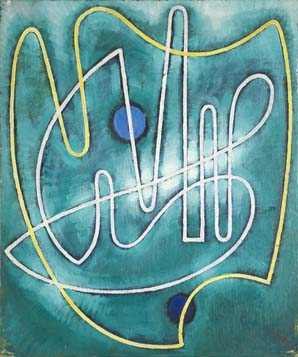
Geen titel, olieverf op doek, 1919
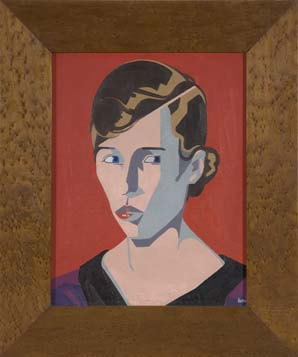
Geen titel, olieverf op doek, 1926
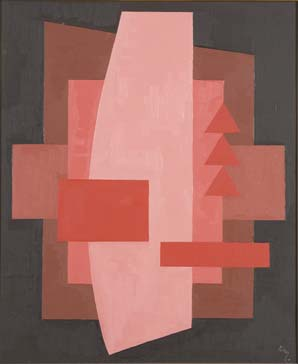
Geen titel, olieverf op doek, jaren 1920
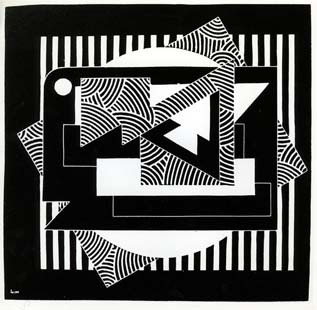
Geen titel, lino, jaren 1920
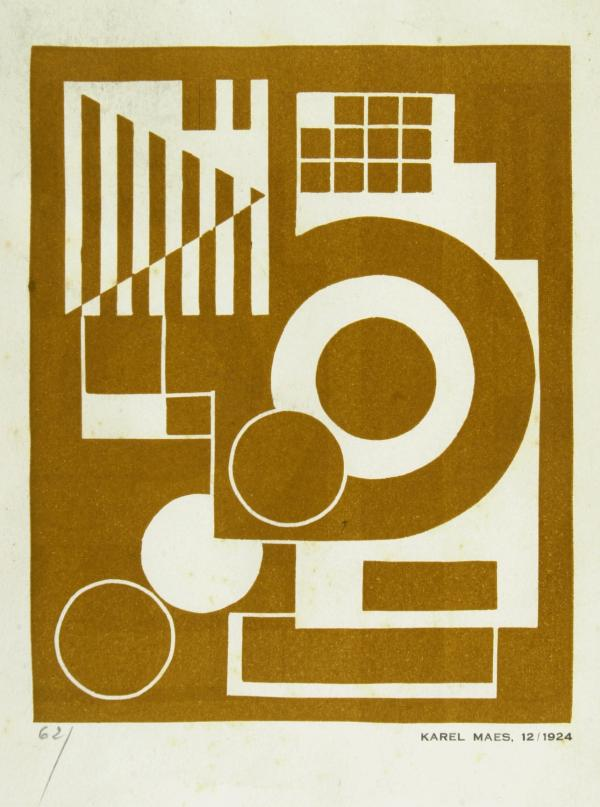
Geen titel, lino, 1924
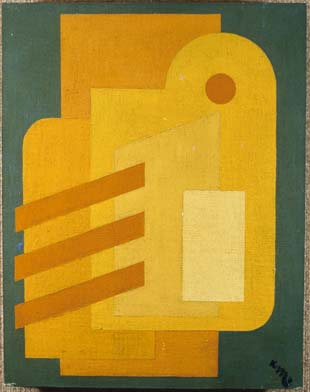
Geen titel, olieverf op doek, 1921
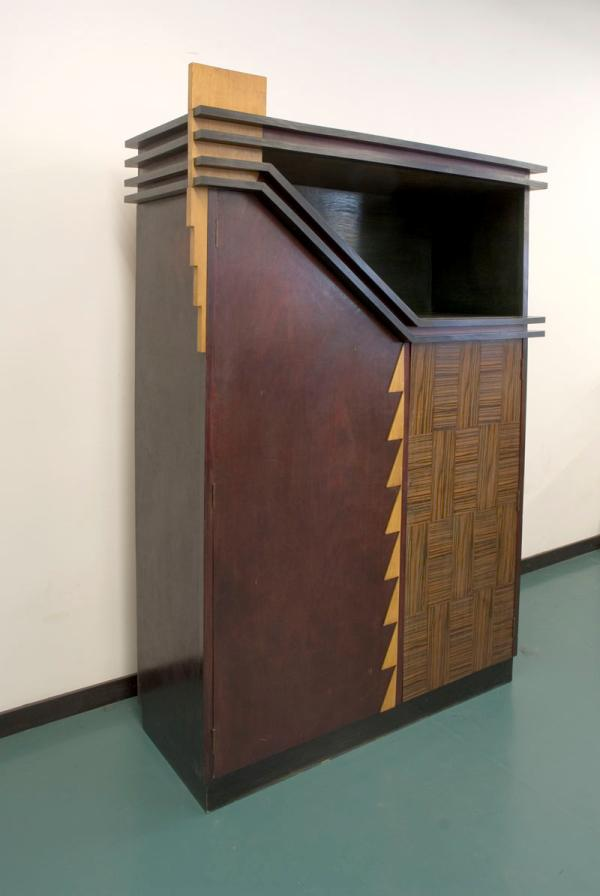
Kast, jaren 1920
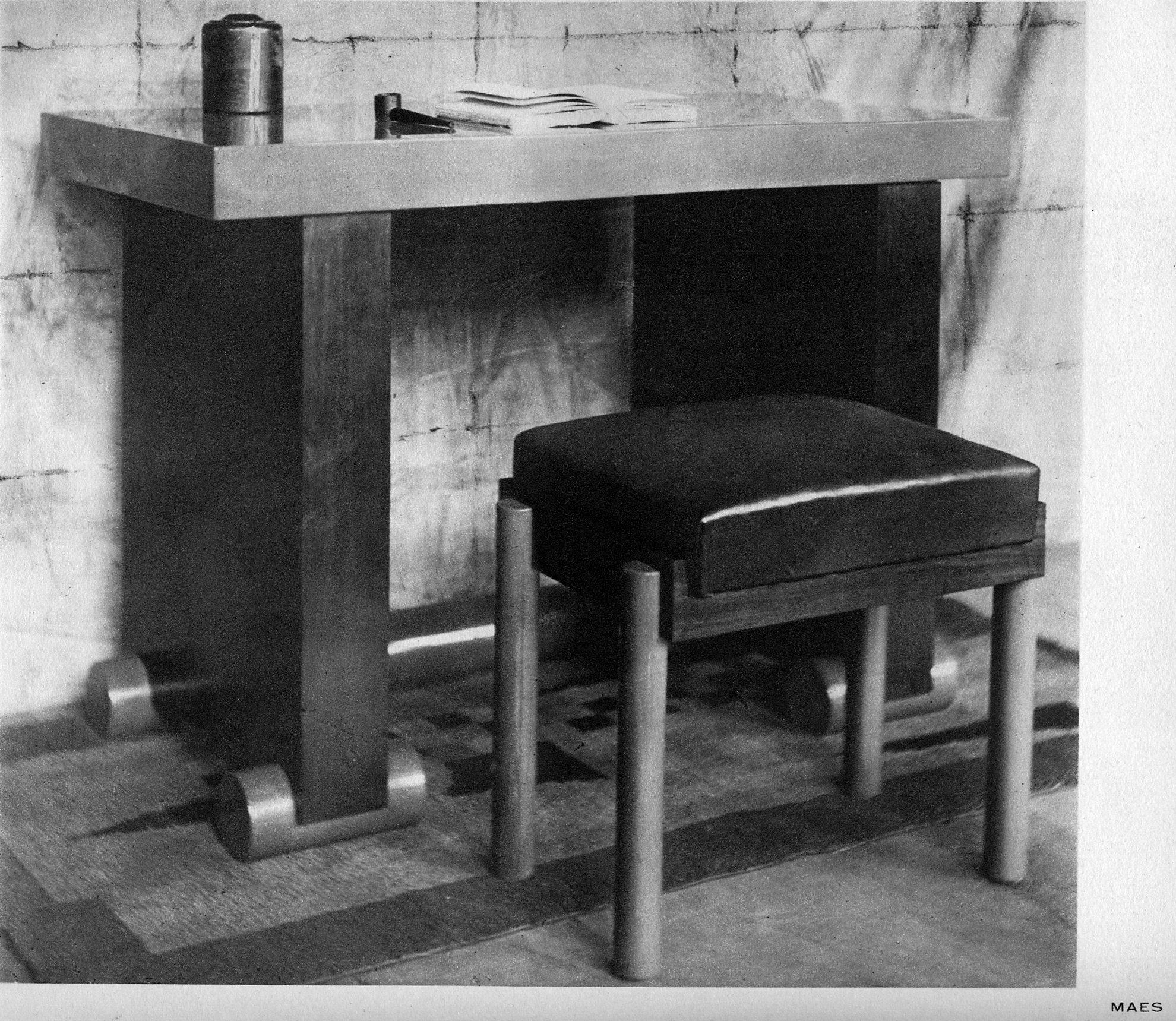
Bureel, jaren 1920
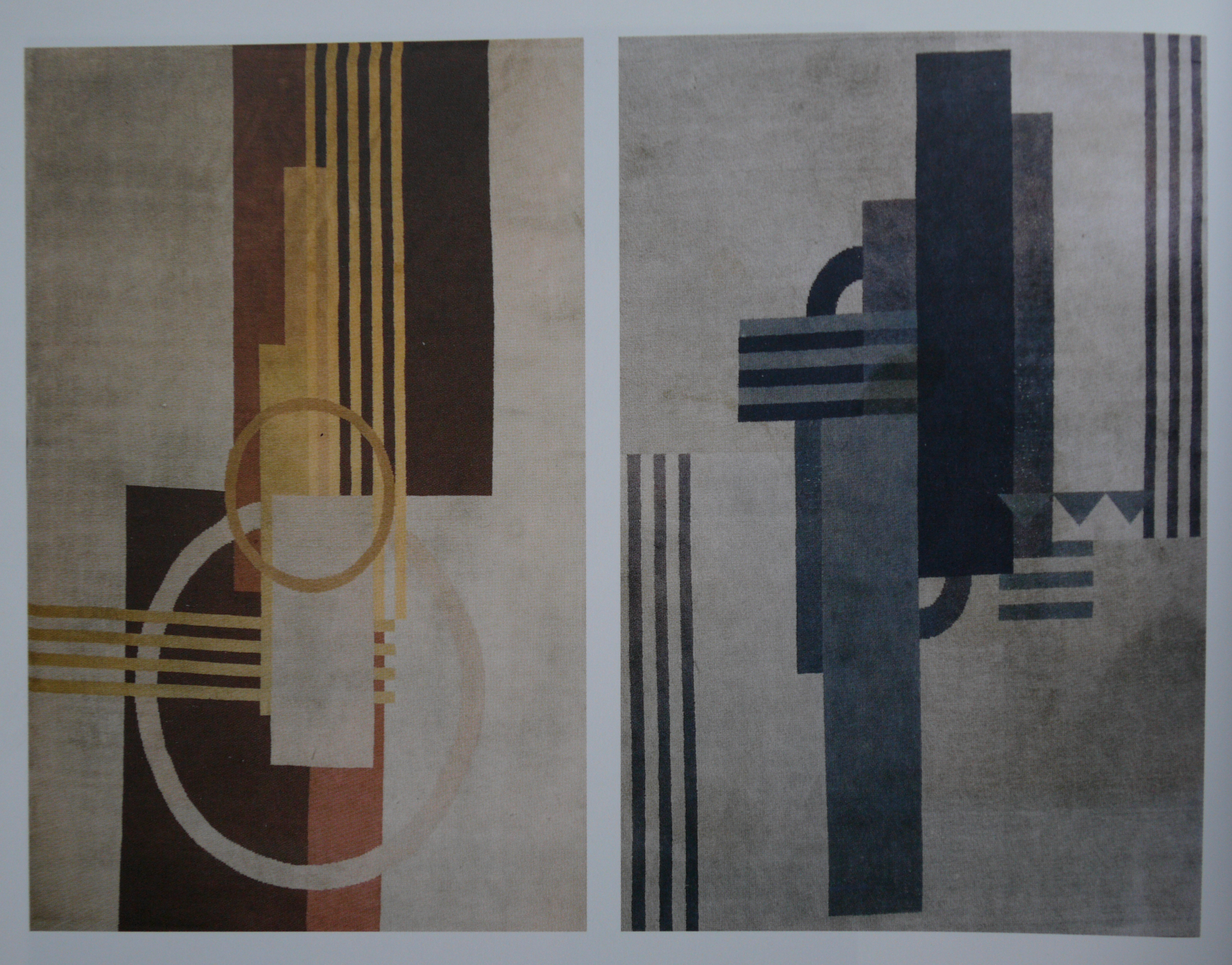
Tapijten, jaren 1920
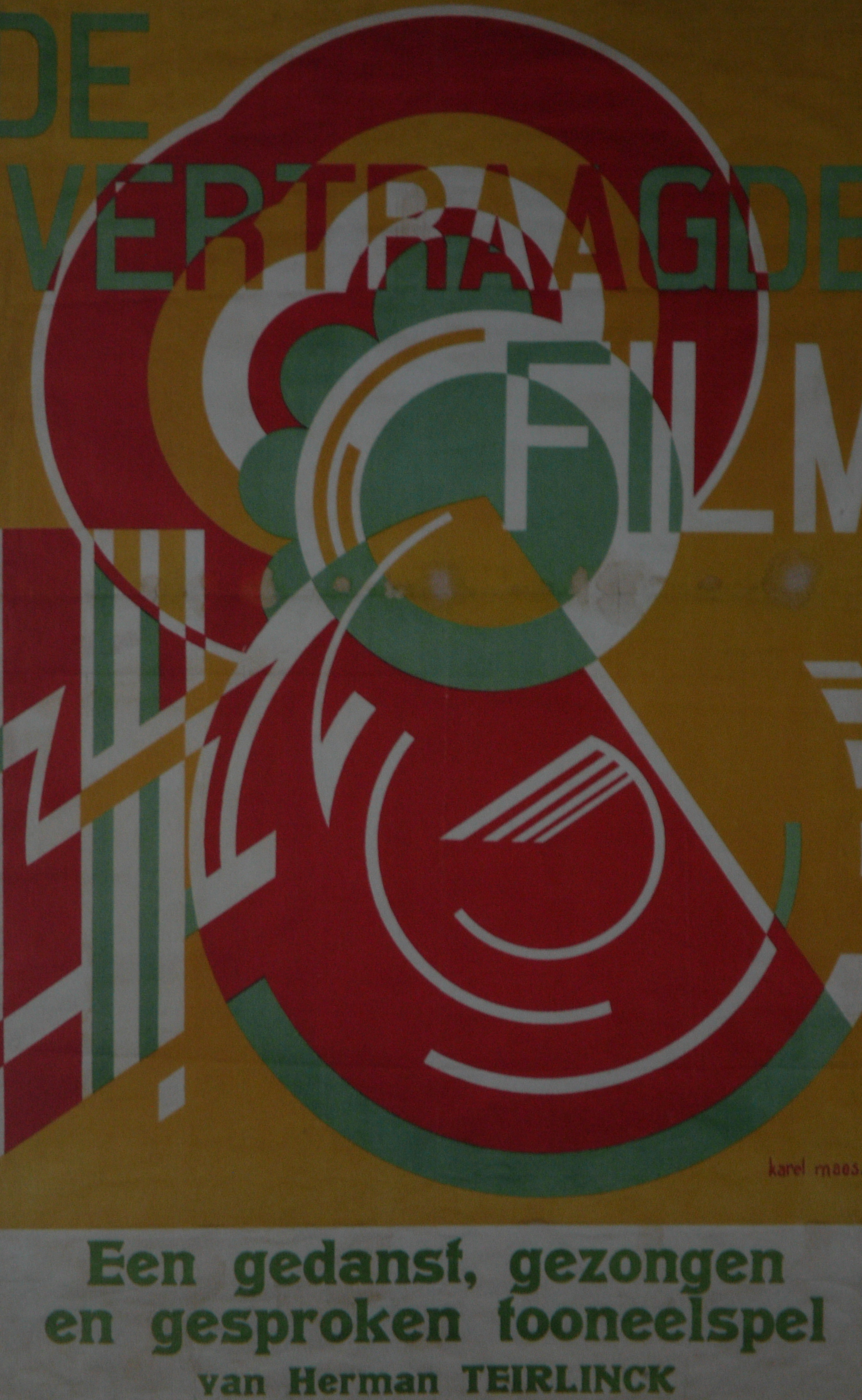
Affiche toneelspel Herman Teirlinck, 1922